# Osornillo
Osornillo è un comune spagnolo di 91 abitanti situato nella comunità autonoma di Castiglia e León.

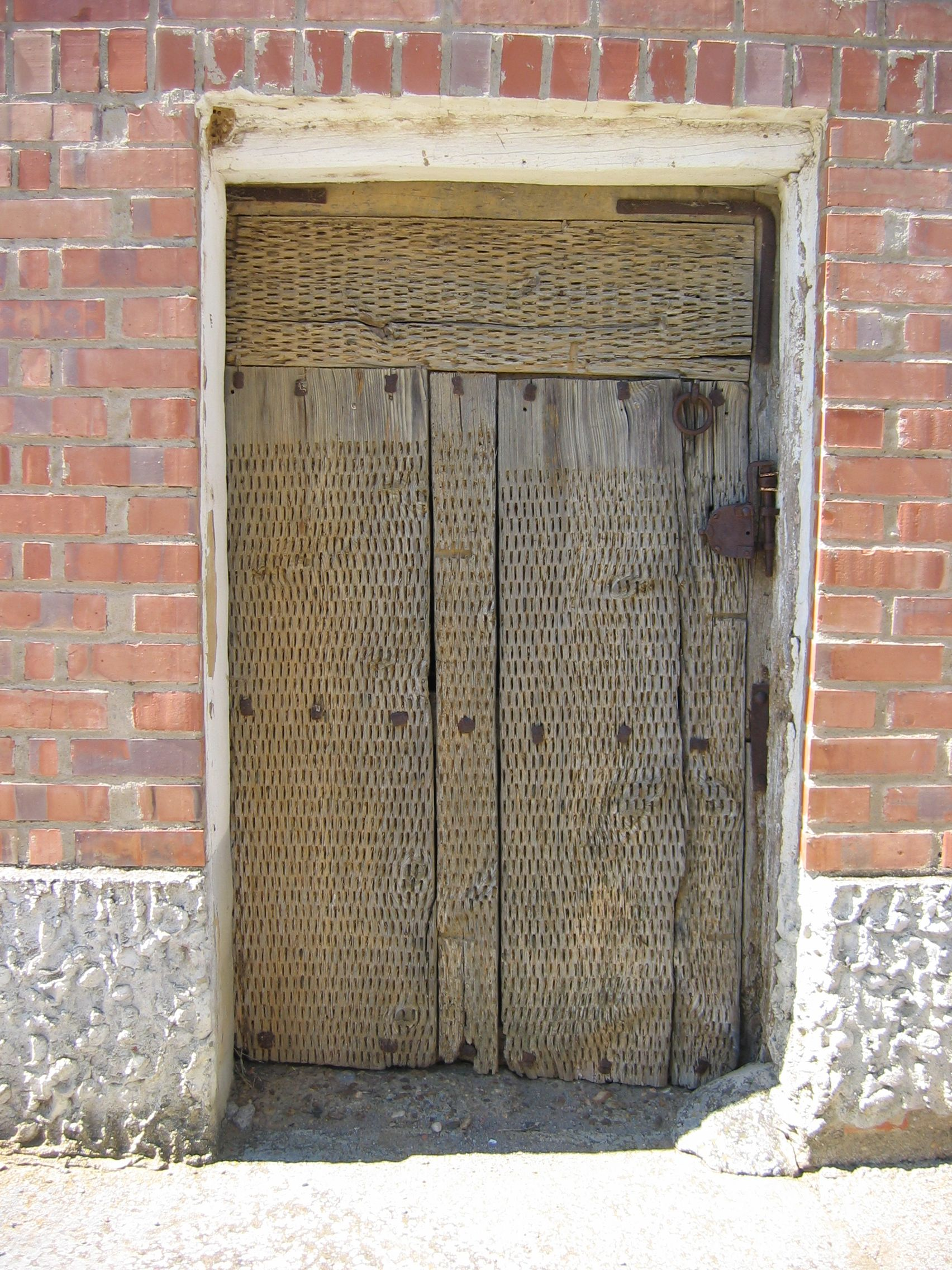
Porta di una cantina.
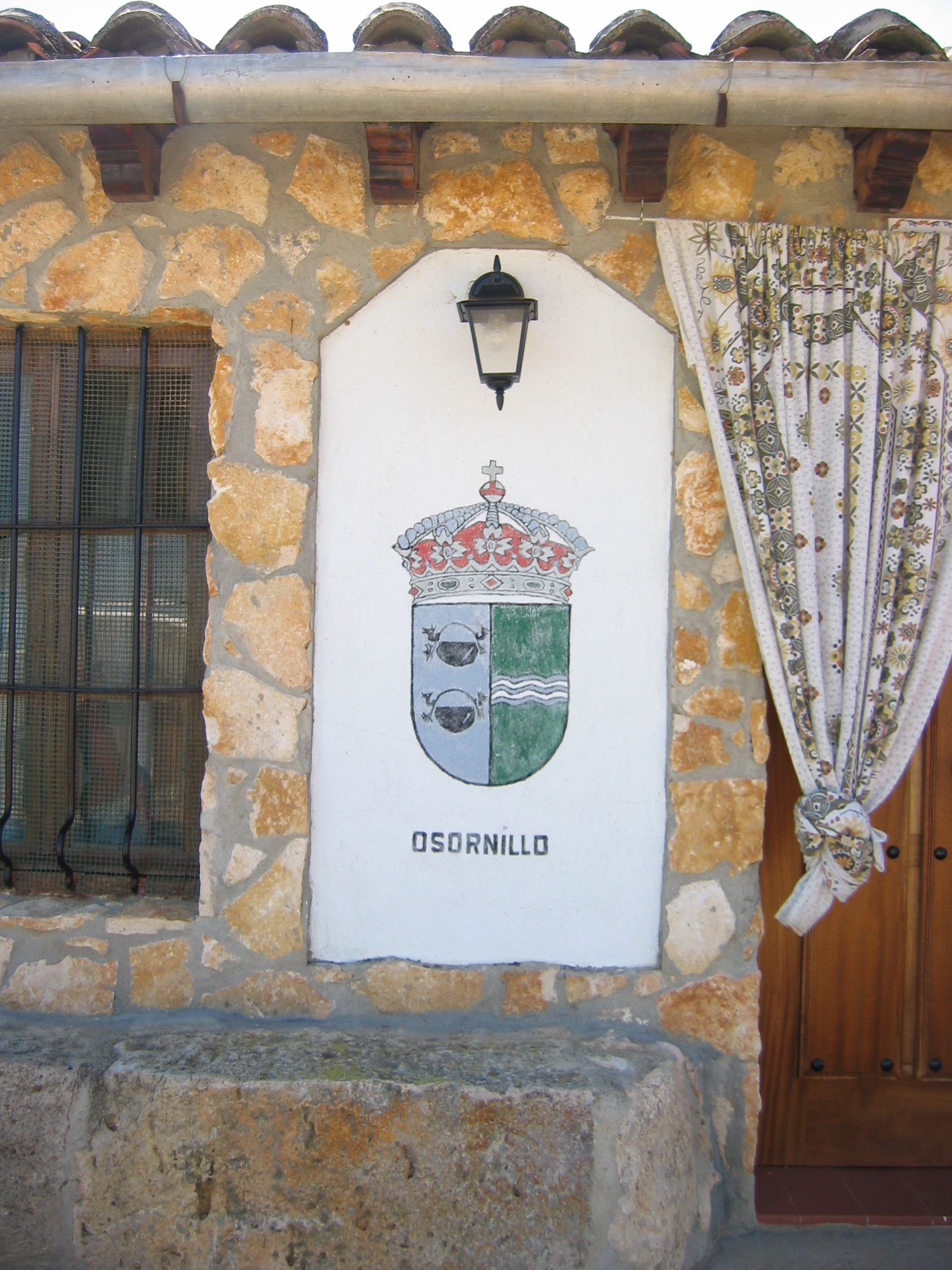
Porta di una cantina con stemma di Osornillo.